# Yali
Yali su malen narod koji živi u dolini Baliem u planinama Zapadne Papue, koja pripada Indoneziji. Njihova glavna naselja su Angguruk i Kosarek, a cjelokupno njihovo ozemlje poznato je pod imenom Yalimo. Govore jezikom koji je sličan jeziku blizu smještenog plemena Dani, a pripada skupini jezika Ngalik-Nduga.
Prvi kontakt s njima ostvario je njemački misionar Siegfried Zolner 1961. godine, te ih je tada bilo oko 10 000. Bili su podijeljeni u četrdesetak međusobno zaraćenih klanova. Povremeno su prakticirali kanibalizam nad važnijim muškarcima koje bi u bitkama porazili. Muškarci i žene imali su veoma podijeljene uloge, tako da su čak rijetko i komunicirali. Muškarci su živjeli u muškim kućama koje su bile i sveta obredna mjesta. Dječaci su bili goli i slobodni do svoje desete godine kad su prolazili prvu inicijaciju i počili nositi koteke, tikvice zavezane za spolni ud. Muški poslovi bili su gradnja kuća, obrađivanje polja, planiranje ceremonija i obreda i ratovanje. Žene za reprodukciju pronalazili bi u drugim klanovima. Žene su se bavile održavanjem vrtova, odgajanjem djece i uzgajanjem svinja. Dojile su djecu do pete godine i bile odjevene u travnate suknje. Živjele su u ženskim kućama.
Zemlju su percipirali kao veliku pustu ploču u čijem su središtu njihove planine. Na područjima izvora živjeli su duhovi, a nebo je bilo golema čvrsta posuda koja je nekada bila mnogo bliže zemlji i najviša drveća su ga dodirivala. Iznad neba živjela su patuljasta bića zvana lim-lim, a grmljavina je bila njihovo vrištanje. Munje su izazivali šumski duhovi dok su palili vatru za sebe. Daleko na istoku gdje nebo dotiče zemlju živio je Masamlu koji je u svojoj kući čuvao brata i sestru, Sunce i Mjesec. Sunce i Mjesec istodobno su bile oči praiskonske svinje, male zvijezde oči šumskih životinja poput klokana penjaša i zmija, a velike zvijezde oči predaka. Kad je nebo bilo crveno zbog zalaska sunca, u nekom selu u tom smjeru umire čovjek. Na velikom brdu između Yalija i Danija nalazilo se jezero Yetuhup koje nitko ne smije vidjeti i iz kojeg se rađa kiša. Vremenom su Yaliji akulturirani prodiranjem zapadne civilizacije, te su prihvatili kršćanstvo.